# Mejme
Mejme (pers. ميمه) – miasto w Iranie, w ostanie Ilam. W 2006 roku miasto liczyło 2277 mieszkańców.